# Montánchez
Montánchez é um município da Espanha na comarca de Cáceres, província de Cáceres, comunidade autónoma da Estremadura. Tem 112,7 km² de área e em 2021 tinha 1 654 habitantes (densidade: 14,7 hab./km²). Faz parte da Mancomunidade da Serra de Montánchez.
A economia do município está baseada na agricultura, e seus vinhos e presuntos (jamones ibéricos) têm fama reconhecida.[carece de fontes?]

## Demografia
| Variação demográfica do município entre 1991 e 2004 [carece de fontes?] | Variação demográfica do município entre 1991 e 2004 [carece de fontes?] | Variação demográfica do município entre 1991 e 2004 [carece de fontes?] | Variação demográfica do município entre 1991 e 2004 [carece de fontes?] |
| ----------------------------------------------------------------------- | ----------------------------------------------------------------------- | ----------------------------------------------------------------------- | ----------------------------------------------------------------------- |
| 1991                                                                    | 1996                                                                    | 2001                                                                    | 2004                                                                    |
| 2487                                                                    | 2306                                                                    | 2141                                                                    | 2046                                                                    |